# Драчац
Драчац (лат. Tarucus balkanicus) врста је дневног лептира из породице плаваца (лат. Lycaenidae).

## Распрострањеност
Лептир у Европи насељава само Балканско полуострво и Кипар. Није забележен у Словенији ни на грчким острвима.

## Распрострањеност у Србији
Врста је у Србији нађена тек 2021, на самом југу земље.

## Исхрана
Гусеница се храни листовима драче (Paliurus spina-christi).

## Допунска литература
- Evans, W.H. (1932) The Identification of Indian Moths. (2nd Ed), Bombay Natural History Society, Mumbai, India
- Gaonkar, Harish (1996) Moths of the Western Ghats, India (including Sri Lanka) - A Biodiversity Assessment of a threatened mountain system. Journal of the Bombay Natural History Society.
- Gay, Thomas; Kehimkar, Isaac & Punetha, J.C.(1992) Common Moths of India. WWF-India and Oxford University Press, Mumbai, India.
- Haribal, Meena (1994) Moths of Sikkim Himalaya and their Natural History.
- Kunte, Krushnamegh (2005) Moths of Peninsular India. Universities Press.
- Wynter-Blyth, M.A. (1957) Moths of the Indian Region, Bombay Natural History Society, Mumbai, India.